# Reinkella
Reinkella es un género de hongos liquenizados en la familia Roccellaceae.